# Saint-Broing
Saint-Broing település Franciaországban, Haute-Saône megyében. Lakosainak száma 108 fő (2022. január 1.). Saint-Broing Beaujeu-Saint-Vallier-Pierrejux-et-Quitteur, Ancier, Gray, Rigny, Saint-Loup-Nantouard, Sauvigney-lès-Gray és Velesmes-Échevanne községekkel határos.

## Népesség
A település népessége az elmúlt években az alábbi módon változott:
| Lakosok száma | 115  | 114  | 118  | 115  | 116  | 116  | 113  | 111  | 108  |
|               | 2013 | 2015 | 2016 | 2017 | 2018 | 2019 | 2020 | 2021 | 2022 |